# Bansho Shirabesho
El Bansho Shirabesho (蕃書調所) —literalment Institut per a l'Estudi de Llibres de Bàrbars, és a dir, occidentals— va ser una institució japonesa responsable de la traducció i estudi de llibres i publicacions estrangeres al final del període Edo. Fundada el 1857 a Kudanzakashita per tal d'ampliar la necessitat d'investigar occident més enllà dels estudis holandesos, i oberta a joves samurais estudiants, va funcionar com una mena d'agència del govern del Shogunat Tokugawa. Es va canviar el nom per Yōsho shirabesho (洋書調所) (Institut per a l'Estudi de Llibres Occidentals) el 1862, període en què va experimentar una reforma interna esdevenint també un institut per a samurais, augmentant les matèries d'estudi, amb un augment d'alumnes en anglès i francès principalment, i per Kaiseijo (開成所) el 1863. Després de la Guerra Boshin es va tornar a anomenar com a Kaisei gakkō (開 成 学校) aquest cop, administrada pel govern de l'era Meiji i continuant amb la tasca de traducció de llengües occidentals. Va esdevenir en una de les institucions predecessores de la Universitat de Tòquio.